# Digi24
Digi24 е 24-часов информационен телевизионен канал в Румъния, собственост на RCS & RDS. Стартира на 1 март 2012 г. Седалището му е разположено в Букурещ. Каналът може да се приема както в HD, така и в стандартен формат. През първите две години Digi24 се приема само по кабелната и сателитна мрежа на RCS&RDS, а от 2014 г. е обявена за свободна за препредаване, влизайки в списъка за задължително пренасяне, следователно и в мрежата на конкурентните компании. На 1 октомври 2021 г. стартира каналът Digi 24 FM, който се препредава по FM на DIGI 24.